# Stanmore (wijk)
Stanmore is een wijk in het Londense bestuurlijke gebied Harrow, in de regio Groot-Londen.

## Geboren in Stanmore
- Chaz Jankel (1952), muzikant
- Anthony Horowitz (1955), (scenario)schrijver
- Billy Idol (1955), zanger en rockmusicus
- Theo Walcott (1989), voetballer